# Bezinningsmonument (Ernst Schmidt)
Het bezinningsmonument is een kunstwerk op de algemene begraafplaats van Bussum. Het beeld werd geplaatst  op vrijdag 2 juni 2023 bij gelegenheid van de opening van de bezinningstuin. Voorafgaand aan de opening was in de aula de speciale voorsteling 'Dying is absolutely Safe' te zien, gepresenteerd door Dette Glashouwer. 

## Symboliek
Kunstenaar Ernst Schmidt van de Bussumse kunstkring Artes wil met het beeld elementen uit verschillende religies samenbrengen.
De tuin is daarbij een verwijzing naar de Hof van Eden, de boom naar de vrucht van Adam en Eva. De grafstenen hebben de vorm van het Boeddhistische levenswiel. Binnen het levenswiel bevindt zich een Davidsster. De tuin heeft de vorm van het oog van Ra. 
Het cirkelvormige monument rondom de eik bestaat uit oude grafstenen die het centrale punt van de tuin vormen. Meerdere grafstenen zijn afkomstig van oude graven van de Bussumse begraafplaats, de namen op de grafsteen zijn nog voor een klein deel zichtbaar. Op de stenen staat rondom de tekst: GEDRAGEN DOOR DE AARDE - KIJKEND NAAR DE HEMEL - IS WAAR IK MIJ BEVIND 

## Bezinningstuin
De omliggende bezinningstuin, die vol staat met symboliek rond leven en dood, is eveneens een creatie van Ernst Schmidt. De tuin is aangelegd rondom een centraal staande jonge eik. De kruin van de boom verbindt hemel en aarde. Aan de randen van de tuin staan bloembedden waartussen bordjes met namen van overledenen kunnen worden geplaatst. De bordjes zijn gericht naar de hemel. De bloemen symboliseren het circulaire leven van sterven in het najaar en nieuwe hoop in het voorjaar. 

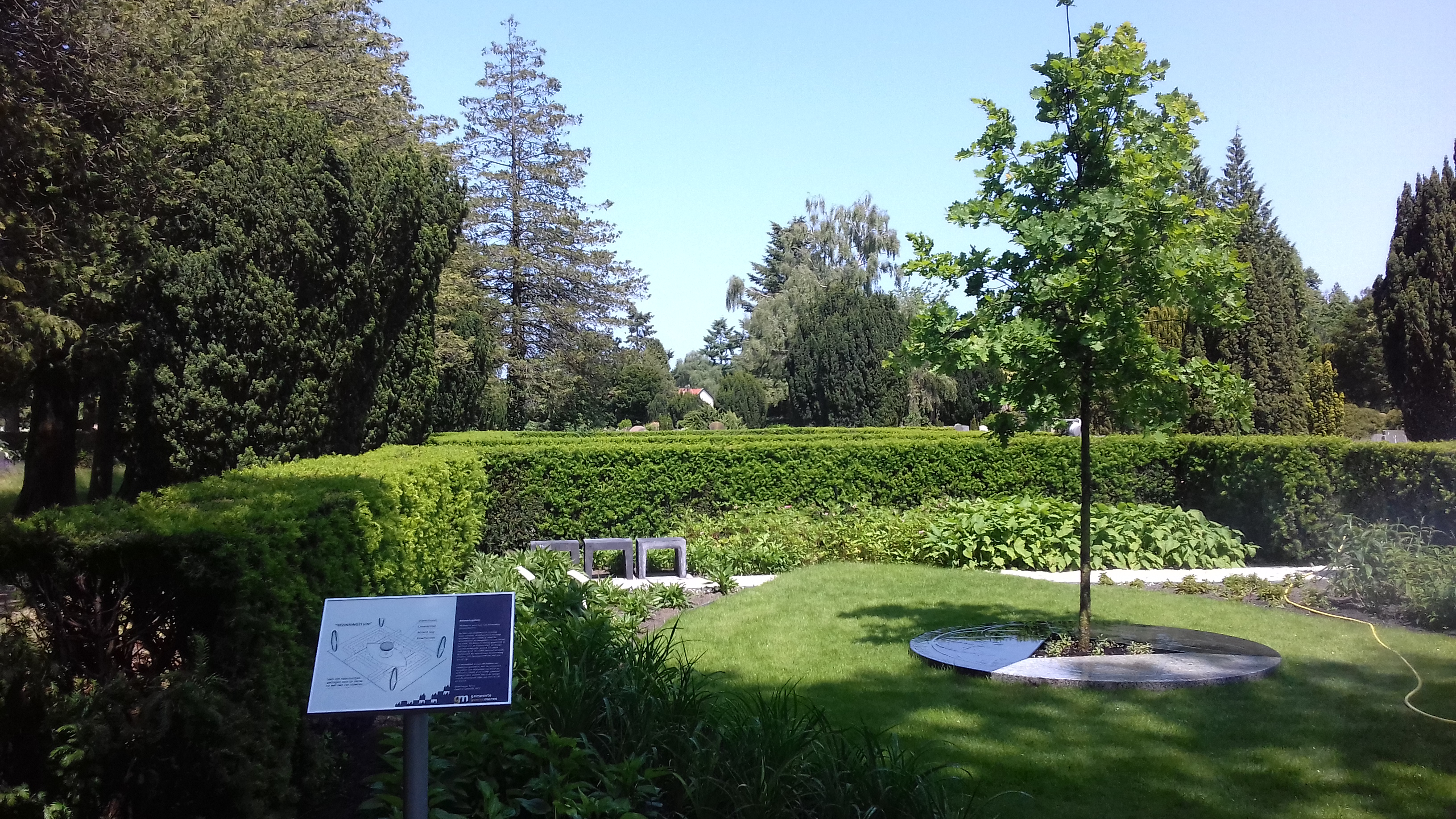
Bezinningstuin op de Algemene begraafplaats van Bussum
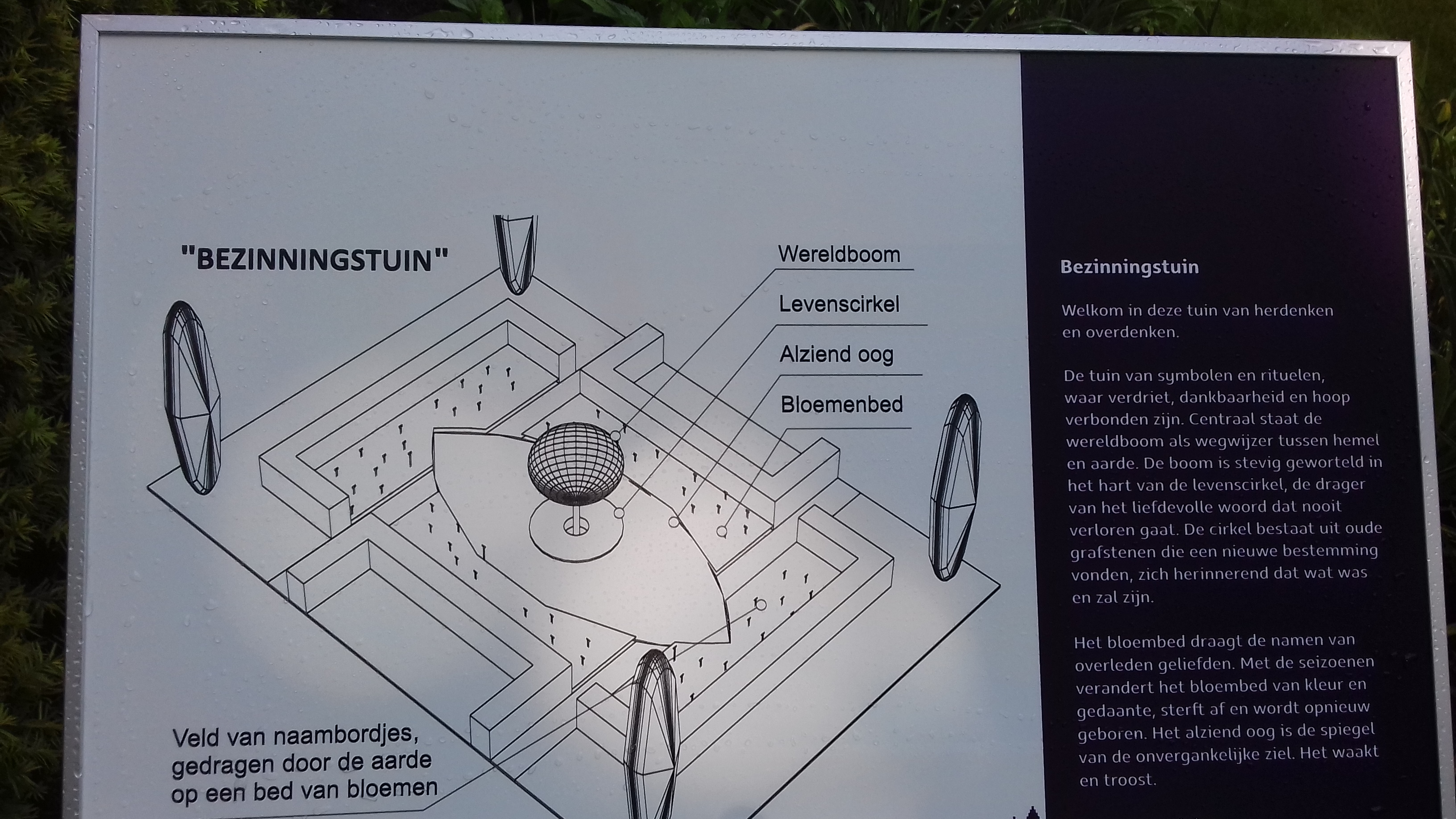
Plaquette bij het bezinningsmonument op de Algemene begraafplaats van Bussum